# Macierz antysymetryczna
Macierz antysymetryczna (skośnie symetryczna) – macierz kwadratowa, której wyrazy położone symetrycznie względem głównej przekątnej są przeciwnych znaków; innymi słowy, macierz kwadratowa {\displaystyle A=[a_{ij}]} jest antysymetryczna, gdy jej wyrazy spełniają warunek
{\displaystyle a_{ji}=-a_{ij},}
to znaczy
{\displaystyle A^{\mathrm {T} }=-A.}
Z definicji wynika, że dla dowolnego {\displaystyle i} zachodzi: {\displaystyle a_{ii}=0,} o ile charakterystyka ciała elementów macierzy jest różna od 2.
Dla ciał charakterystyki 2 elementy głównej przekątnej mogą być niezerowe, te z zerowymi przekątnymi nazywane są wówczas macierzami alternującymi. 
Uogólnieniem macierzy antysymetrycznej jest macierz antyhermitowska.

## Własności
- Kombinacja liniowa macierzy antysymetrycznych oraz macierz odwrotna do odwracalnej macierzy antysymetrycznej są macierzami antysymetrycznymi; iloczyn macierzy antysymetrycznych na ogół nie jest antysymetryczny.
- Dla macierzy kwadratowej {\displaystyle A} macierz {\displaystyle A-A^{\mathrm {T} }} jest antysymetryczna; więcej, przestrzeń macierzy kwadratowych stopnia {\displaystyle n} rozkłada się na sumę prostą przestrzeni kwadratowych macierzy symetrycznych i antysymetrycznych: jeżeli {\displaystyle A} jest dowolną macierzą kwadratową stopnia {\displaystyle n,} to
{\displaystyle A={\tfrac {1}{2}}\left(A+A^{\mathrm {T} }\right)+{\tfrac {1}{2}}\left(A-A^{\mathrm {T} }\right),}

przy czym pierwszy składnik jest macierzą symetryczną, a drugi – antysymetryczną.
- Wszystkie wartości własne antysymetrycznej macierzy rzeczywistej są urojone.
- Jeśli {\displaystyle A} jest macierzą antysymetryczną stopnia {\displaystyle n,} to jej wyznacznik jest równy
{\displaystyle \det A=\det A^{\mathrm {T} }=\det(-A)=(-1)^{n}\det A.}

W szczególności, jeżeli {\displaystyle n} jest nieparzyste, to {\displaystyle \det A=0} (dla macierzy o wyrazach z ciała charakterystyki różnej od 2) – wynik ten znany jest jako twierdzenie Jacobiego (nazywany nazwiskiem Carla Jacobiego). Jeśli {\displaystyle n} jest parzyste, to det {\displaystyle A} można zapisać w postaci {\displaystyle (\mathrm {Pf} \ A)^{2},} gdzie {\displaystyle \mathrm {Pf} A} oznacza pfaffian macierzy {\displaystyle A} – wynik znany jako twierdzenie Cayleya (o pfaffianie; udowodniony przez Arthura Cayleya i odkryty na nowo przez Thomasa Muira).

## Przykłady
Macierzami antysymetrycznymi są:
{\displaystyle {\begin{bmatrix}0&0\\0&0\end{bmatrix}},\quad {\begin{bmatrix}0&7&-2\\-7&0&-1\\2&1&0\end{bmatrix}}.}
Pierwsza z tych macierzy jest jednocześnie antysymetryczna i symetryczna.
W ciele {\displaystyle F_{2}} macierz
{\displaystyle {\begin{bmatrix}1&0\\0&0\end{bmatrix}}}
jest macierzą antysymetryczną, ale nie jest macierzą alternującą.